# Johann Lackner
Johann Lackner (* 16. Oktober 1875 in Reitdorf, Gemeinde Flachau, Salzburg; † 15. März 1927 ebenda) war ein österreichischer Politiker der Christlichsozialen Partei (CSP).

## Ausbildung und Beruf
Nach dem Besuch der Volksschule war er von 1903 bis 1927 Zehenthofbauer in Reitdorf bei Altenmarkt im Pongau.

## Politische Funktionen
- 1918–1921: Landesrat von Salzburg
- Mitglied des Gemeinderates von Reitdorf bei Altenmarkt
- Präsident der Landwirtschaftlichen Gesellschaft in Salzburg

## Politische Mandate
- 4. März 1919 bis 8. Mai 1919: Mitglied der Konstituierenden Nationalversammlung, CSP
- 1. Dezember 1920 bis 4. Mai 1922: Mitglied des Bundesrates (I. Gesetzgebungsperiode) aus Salzburg, CSP